# Сливински, Стивен
Стивен Сливински (англ. Stephen Slivinski) — старший экономист Института Голдуотера. Он является экспертом в области налоговой и бюджетной политики на уровне штата и федеральном уровне. Ранее он работал в Институте Катона, Tax Fraud и Институте Джемса Мэдисона. Он много писал о практике расходов Конгресса США и опубликовал книгу о бюджетной политике республиканцев в 2009 году. Его статьи также публиковались в Wall Street Journal, West Virginia Post, Businessweek, Arizona Republic и во многих других печатных и электронных изданиях. Он появлялся на Fox News, Bloomberg, Fox News Channel и MSNBC. Он имеет степень магистра экономики Университета Джорджа Мейсона.